# Radomír Lašák
Radomír Lašák (* 2. prosince 1965 Ústí nad Labem) je český manažer a podnikatel.

## Vzdělání
- Prague International Business School, MBA program, 1996
- VŠE, Fakulta výrobně ekonomická 1989
- Gymnázium, Ústí nad Labem 1985
- Management, Londýn, Curych
- Human Resources Management, Praha, Londýn
- Investment banking, Praha, Barcelona

## Dosavadní kariéra
- 2009 Podnikatel
- 2006 Ředitel Českých aerolinií
- 2004 Člen představenstva ČEZ
- 09/2002 Předseda představenstva a Generálního ředitelství eBanka, a.s.
- 03/2000 Člen představenstva a NGŘ zodpovědný za řízení obchodu KB, a.s.
- 1999 Ředitel divize finanční trhy KB, a.s.
- 1997 Náměstek ředitele divize investičního bankovnictví KB, a.s.
- 1995 Ředitel oboru správa a vypořádání KB, a.s.
- 1992 Vedoucí týmu kapitálových obchodů KB, a.s.
- 1991 Pracovník zodpovědný za přidělování úvěrů KB, a.s.
- 1989 Spolek pro chemickou a hutní výrobu

## Kariéra
Svoji kariéru začal Lašák v roce 1991 u Komerční banky, kde se v roce 2000 stal členem představenstva zodpovědným za obchod a náměstkem generálního ředitele.
Kvůli častým rozporům s novým francouzským managementem ale Komerční banku začátkem roku 2002 opustil. Od srpna 2002 pak vedl eBank.

## Osobní život
Je ženatý s Gabrielou a má s ní děti Marka, Davida a Adama.[zdroj?]